# جبل كيلي
جبل كيلي (بالإنجليزية: Mount Cayley) و يرجع أصل التسمية إلى اسم متسلق الجبال من نادي جبال الألب من كندا الذي توفي قبل بضعة أشهر من أول صعود القمة في عام 1928 ، هو بركان نائم تقع في كولومبيا البريطانيةفي الجنوب الغربي من كندا. وهي تقع في منطقة بركانية الميدانية التي أخذت اسمها والتي هي جزء من الحزام البركاني غاريبالديفي أقصى شمالالبركانية قوس من شلالات.